# Prellenkirchen
Prellenkirchen est une commune autrichienne du district de Bruck an der Leitha en Basse-Autriche. De nombreux vignobles et une Kellergasse, dans la région vinicole dite Carnuntum.

## Sources
1. ↑  Atlas der Österreichischen Weine, Wolfgang Dähnhard, 1995